# Тёрнер, Моника
Моника Тёрнер (Monica G. Turner; род. в Нью-Йорке) — американский эколог, первопроходец в области ландшафтной экологии. Доктор философии (1985), именной профессор (Eugene P. Odum Professor) экологии Висконсинского университета в Мадисоне, где трудится с 1994 года, член НАН США (2004). Исследовательница восстановления лесов Йеллоустонского национального парка после крупных пожаров 1988 года (см. Йеллоустонский пожар 1988 года). Награждена медалью Бенджамина Франклина (2020).

## Биография
Росла на Лонг-Айленде. Собиралась стать ветеринаром, однако её дальнейшую карьеру предопределила летняя работка в студенческие годы в Йеллоустонском национальном парке.
Окончила Фордхемский университет (бакалавр биологии summa cum laude, 1980).
Получила степень доктора философии по экологии в Университете Джорджии в 1985 году. Затем завершила двухлетнюю постдокторантуру в UGA, на протяжении семи лет являлась научным сотрудником Ок-Риджской национальной лаборатории. С 1994 года в Висконсинском университете в Мадисоне, где ныне профессор зоологии, именной профессор (Eugene P. Odum Professor) экологии (с 2005) на кафедре зоологии, также Vilas Research Professor.
Являлась президентом Экологического общества Америки (с 2014), его фелло.
Отмечена Benjamin Franklin Medal (Franklin Institute) (2020), Robert H. MacArthur Award Экологического общества Америки (2008), его же наиболее престижным отличием Eminent Ecologist Award (2020), а также ECI Prize (2008, первая женщина-лауреат). Сошеф-редактор журнала Ecosystems (с 1996).
Хорошо известна в своей области долгосрочными исследованиями восстановления Йеллоустонского национального парка после крупных пожаров 1988 года (см. Йеллоустонский пожар 1988 года), а также достигнутому благодаря её трудам пониманию устойчивости лесных экосистем к пожарам и широкому ущербу, наносимому насекомыми.
Опубликовала порядка 275 научных работ, автор или редактор шести книг.
Публиковалась в Science, PNAS и др.
Автор учебника «Landscape Ecology in Theory and Practice» (2001), выдержавшего уже два издания.
Двое детей.